# Musée des Jouets et Automates
Pour les articles homonymes, voir Musée du Jouet et Musée des automates (homonymie).

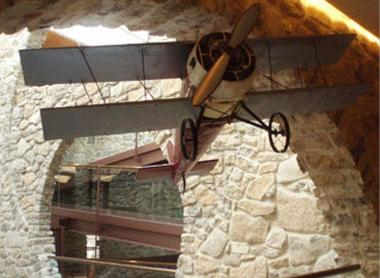

Le Musée des jouets et des automates est situé à Verdú, à 100 km de Barcelone. Il expose une collection de plus de mille objets et est logé dans un bâtiment à l'architecture imposante et spectaculaire, élément qui en fait un des musées les plus reconnus au niveau mondial dans sa spécialité[réf. nécessaire].

## Présentation

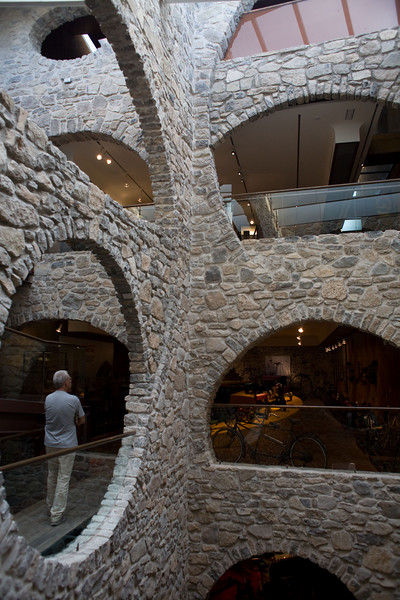

Fruit d'une initiative privée et de la collection de Manel Mayoral, il est né en 2004. Le bâtiment qui l'accueille, une ancienne maison paternelle au numéro 23 de la Plaza mayor est au centre de la vie sociale du village. Il est distribué en trois étages avec une surface de plus de 2 000 mètres carrés. La collection est composée d'attractions de foire, bicyclettes, futbolins[Quoi ?], jouets de boîte, voitures de pédale, automates, jeux, patinettes, affiches etc.
L'exposition est offerte au visiteur comme un voyage fascinant à travers les souvenirs, les illusions et les expériences du collectionneur. La mémoire est donc le fil conducteur de cet ensemble d'objets, et l'est aussi pour le musée. Depuis son inauguration, le musée a organisé des expositions temporaires, en même temps, il a accueilli vingt expositions temporaires pour tout type d'entités culturelles et centres de loisir.
Des visites guidées sont réalisées par le Musée et par la ville de Verdú. Il dispose d'ateliers didactiques pour les groupes et loue son équipement pour réaliser des reportages photographiques et des annonces de télévision. Il dispose aussi d'un magasin de jouets et de produits du terroir.
Depuis son inauguration, le Musée s'est converti en phénomène social, culturel et touristique en Catalogne et sur la Route des monastères cisterciens (ruta del Císter).